# Pratapa
Pratapa is een geslacht van vlinders van de familie Lycaenidae.

## Soorten
- P. calculis Druce, 1895
- P. deudorix (Hewitson, 1869)
- P. deva (Moore, 1857)
- P. icetas (Hewitson, 1865)
- P. lila Moore, 1883
- P. lowii (Druce, 1895)
- P. manata Semper, 1890
- P. mishruia Evans
- P. plateni Semper, 1890
- P. queda Corbet, 1938
- P. saimio Druce
- P. sangirica (Fruhstorfer, 1912)
- P. tyotaroi Hayashi, 1981